# Evelyn Barker

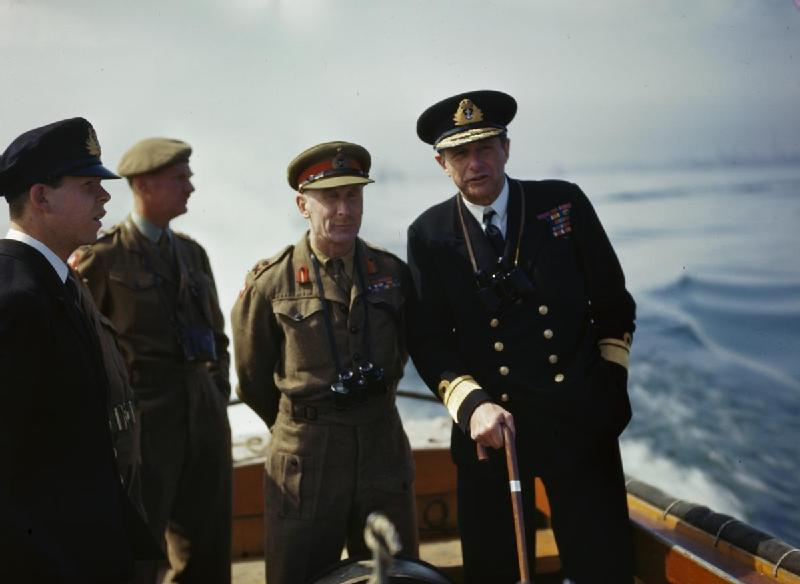
Barker (Mitte) im Mai 1945 auf der Kieler Förde; rechts Konteradmiral Baillie-Grohmann

Sir Evelyn Hugh Barker (* 22. Mai 1894 in Southsea, Portsmouth, Hampshire, England; † 23. November 1983 in Mendip, Somerset, England) war General der British Army im Zweiten Weltkrieg und 1946–47 Oberkommandierender der britischen Truppen in Palästina.

## Leben
Evelyn Barker wurde als Sohn des Generalmajors Sir George Barker geboren und trat 1913 in das King’s Royal Rifle Corps ein. Er wurde ab 1914 an der Westfront als Soldat eingesetzt. 1919 kämpfte er in Russland beim britischen Einsatz gegen die Bolschewiki mit. Den Araberaufstand 1936–39 erlebte er im Nahen Osten als Bataillonskommandeur. Im Zweiten Weltkrieg wurde die von ihm kommandierte 10. Infanteriebrigade vom Kontinent evakuiert, nachdem die Wehrmacht Frankreich überrannt hatte. Mit der 49. Infanteriedivision nahm er an der Invasion in der Normandie wieder teil und zeichnete sich persönlich durch die erfolgreiche Einnahme von Le Havre aus, so dass er zum Knight Bachelor erhoben wurde. Seine Einheiten rückten weiter nach Niedersachsen vor und befreiten beispielsweise das KZ Bergen-Belsen in der Lüneburger Heide. Der britische Oberbefehlshaber Feldmarschall Bernard Montgomery machte ihn 1945 nach dem deutschen Zusammenbruch zum Kommandeur der britischen Besatzungstruppen in Schleswig-Holstein und Hamburg. Das VIII. Britische Armeekorps hatte sein Hauptquartier im Schloss Plön in Schleswig-Holstein.
Im Frühjahr 1946 wurde Sir Evelyn als Oberkommandierender der britischen Truppen im britischen Völkerbundsmandat für Palästina eingesetzt. Nach dem Anschlag auf das King David Hotel mit zahlreichen britischen und anderen Todesopfern, ging er massiv gegen die Irgun und andere terroristische Gruppen vor, in denen er die Urheber des Attentats identifizierte. Manche Kritiker werfen ihm wegen seiner harten Maßnahmen im Rahmen dieser britisch-kolonialen Terrorbekämpfung vor, er wäre ein „Unterstützer der arabischen Sache“ gewesen, ohne dass diese Einschätzung sachlich näher belegt wird.
1950 trat er in den Ruhestand. Nach seinem Tod 1983 wurde er in Somerset begraben.

## Orden und Auszeichnungen
- Knight Commander des Order of the Bath – 1950
- Knight Commander des Order of the British Empire –  1945
- Distinguished Service Order – 1918
- Military Cross
- Mentioned in dispatches – 26. Juli 1940, 22. März 1945, 10. Mai 1945
- Commandeur der Légion d’Honneur (Frankreich) – 1944